# Шмелн
Шмелн (њем. Schmölln) град је у њемачкој савезној држави Тирингија. Једно је од 40 општинских средишта округа Алтенбургер Ланд. Према процјени из 2010. у граду је живјело 12.224 становника. Посједује регионалну шифру (AGS) 16077043.

## Географски и демографски подаци
Шмелн се налази у савезној држави Тирингија у округу Алтенбургер Ланд. Град се налази на надморској висини од 220 метара. Површина општине износи 41,6 km². У самом граду је, према процјени из 2010. године, живјело 12.224 становника. Просјечна густина становништва износи 294 становника/km².

## Међународна сарадња
| Мјесто          | Држава   | Врста сарадње | Од    |
| --------------- | -------- | ------------- | ----- |
| Добеле          | Летонија | партнерство   | 1993. |
| Ждјар на Сазави | Чешка    | партнерство   | 2001. |
| Извор           |          |               |       |